# حوزه انتخابیه بیست‌ویکم کالیفرنیا
حوزه انتخابیه بیست‌ویکم کالیفرنیا یک حوزه انتخابیه مجلس نمایندگان آمریکا است که در ایالت کالیفرنیا قرار دارد.